# Liste des édifices labellisés « Patrimoine du XXe siècle » des Alpes-Maritimes
Cet article recense les monuments historiques labellisés « Patrimoine du XXe siècle » du département des Alpes-Maritimes, en France.

## Statistiques
Au 31 décembre 2010, les Alpes-Maritimes comptent 60 immeubles labellisés « Patrimoine du XXe siècle ».

## Liste
| Monument                                                       | Commune               | Adresse                                                     | Coordonnées                      | Notice         | Protection          | Date | Illustration                                          |
| -------------------------------------------------------------- | --------------------- | ----------------------------------------------------------- | -------------------------------- | -------------- | ------------------- | ---- | ----------------------------------------------------- |
| maison d'industriel dite villa La Calade                       | Antibes               | Cap d'Antibes - Pas-du-Diable                               | à géolocaliser                   | « IA06001139 » | Inventaire générale | 2004 | Image manquante Téléverser                            |
| Villa André-Bloc                                               | Antibes               | 31 avenue Aimée-Bourreau                                    | 43° 33′ 55″ nord, 7° 08′ 04″ est | « PA00080927 » | Inscrit             | 1989 | Image manquante Téléverser                            |
| Villa El Djézaïr                                               | Antibes               | Juan-les-Pins - 1 boulevard Charles-Guillaumont             | 43° 34′ 16″ nord, 7° 06′ 06″ est | « PA06000009 » | inscrit             | 1999 | Villa El Djézaïr                                      |
| Bastide du Roy                                                 | Antibes               | avenue Jules-Grec                                           | 43° 35′ 49″ nord, 7° 06′ 50″ est | « PA00080650 » | classé              | 1990 | Image manquante Téléverser                            |
| maison dite villa Aujourd'hui                                  | Antibes               | 1546 boulevard Maréchal-Juin                                | 43° 33′ 04″ nord, 7° 07′ 10″ est | « IA06001178 » | Inventaire générale | 2004 | Image manquante Téléverser                            |
| Villa Kerylos                                                  | Beaulieu-sur-Mer      | 6-8 Rue Gustave Eiffel                                      | 43° 42′ 11″ nord, 7° 20′ 02″ est | « PA00080664 » | classé              | 1966 | Villa Kerylos                                         |
| Domaine des Collettes                                          | Cagnes-sur-Mer        | 19 chemin des Collettes                                     | 43° 40′ 00″ nord, 7° 09′ 24″ est | « PA06000001 » | classé              | 2001 | Domaine des Collettes                                 |
| Hôtel Carlton                                                  | Cannes                | 58 boulevard de la Croisett                                 | 43° 33′ 01″ nord, 7° 01′ 39″ est | « PA00080929 » | Inscrit             | 1989 | Hôtel Carlton                                         |
| Siège syndical de la CGT                                       | Cannes                | 13 rue du Docteur-Budin                                     | 43° 33′ 11″ nord, 7° 00′ 42″ est | « IA06000105 » | Inventaire général  | 2001 | Image manquante Téléverser                            |
| Maison dite Isola Serena                                       | Cannes                | 1 - 6 avenue Fiesole                                        | 43° 33′ 33″ nord, 7° 02′ 19″ est | « IA06000202 » | Inventaire général  | 2001 | Image manquante Téléverser                            |
| Villa Domergue                                                 | Cannes                | avenue Fiesole                                              | 43° 33′ 33″ nord, 7° 02′ 18″ est | « PA00080954 » | Inscrit             | 1990 | Image manquante Téléverser                            |
| Halle dite marché Forville                                     | Cannes                | place Forville                                              | 43° 33′ 07″ nord, 7° 00′ 37″ est | « IA06000471 » | Inventaire général  | 2001 | Halle dite marché Forville                            |
| Tour d'observation dite observatoire de la Californie          | Cannes                | 8 avenue de la Gare-du-Funiculaire                          | 43° 33′ 26″ nord, 7° 02′ 40″ est | « IA06000675 » | Inventaire général  | 2001 | Tour d'observation dite observatoire de la Californie |
| Villa Romée                                                    | Cannes                | 5 esplanade du Golfe                                        | 43° 32′ 59″ nord, 6° 59′ 45″ est | « PA00132714 » | inscrit             | 1994 | Villa Romée                                           |
| Parc et jardins de Champfleuri                                 | Cannes                | 44 - 48 avenue du Roi-Albert                                | 43° 33′ 04″ nord, 7° 02′ 45″ est | « PA00080931 » | Inscrit             | 1990 | Image manquante Téléverser                            |
| Villa le Bosquet du peintre Pierre Bonnard                     | Le Cannet             | 29 avenue Victoria                                          | 43° 33′ 03″ nord, 7° 00′ 18″ est | « PA00080700 » | Classé              | 2007 | Villa le Bosquet du peintre Pierre Bonnard            |
| maison dite Villa Le Sphinx                                    | Cap-d'Ail             | Moyenne-Corniche ; 36 R.N. 564                              | à géolocaliser                   | « IA06000822 » | Inventaire général  | 2001 | Image manquante Téléverser                            |
| institut de recherche dit Centre d'études et de recherches IBM | La Gaude              | route de Saint-Laurent                                      | 43° 43′ 48″ nord, 7° 10′ 04″ est | « EA06141158 » |                     | 2004 | Image manquante Téléverser                            |
| Villa Noailles de Grasse                                       | Grasse                | 59 avenue Guy-de-Maupassant                                 | 43° 39′ 31″ nord, 6° 54′ 29″ est | « PA00080742 » | Classé              | 1996 | Image manquante Téléverser                            |
| Villa La Sabranette                                            | Grasse                | 12 avenue Yves-Emmanuel-Baudoin                             | 43° 39′ 29″ nord, 6° 55′ 07″ est | « PA06000031 » | Inscrit             | 2007 | Image manquante Téléverser                            |
| Jardin des Romanciers ou Fontana Rosa                          | Menton                | 6 avenue Blasco-Ibanez                                      | 43° 47′ 11″ nord, 7° 30′ 57″ est | « PA00080766 » | Classé              | 1990 | Image manquante Téléverser                            |
| Villa Tempe a païa                                             | Menton                | 187 route de Castellar                                      | 43° 47′ 27″ nord, 7° 29′ 59″ est | « PA00080938 » | Inscrit             | 1990 | Villa Tempe a païa                                    |
| Domaine des Colombières                                        | Menton                | route des Colombières                                       | à géolocaliser                   | « PA00080761 » | Classé              | 1991 | Domaine des Colombières                               |
| Jardin du Clos du Peyronnet                                    | Menton                | 13 avenue Aristide-Briand                                   | 43° 47′ 11″ nord, 7° 31′ 22″ est | « PA06000049 » | Inscrit             | 2017 | Image manquante Téléverser                            |
| Jardin dit Serre de la Madone                                  | Menton                |                                                             | 43° 46′ 32″ nord, 7° 28′ 31″ est | « PA00080768 » | Classé              | 1990 | Jardin dit Serre de la Madone                         |
| Immeuble Glena (Menton)                                        | Menton                | 2 - 4 rue Guyau ; avenue du Général-Galliéni                | 43° 46′ 34″ nord, 7° 30′ 18″ est | « PA00080936 » | Inscrit             | 1990 | Immeuble Glena (Menton)                               |
| Villa Les Mouettes                                             | Menton                | 8 bis rue Guyau ; escalier Léopold-Bernstamm                | 43° 46′ 36″ nord, 7° 30′ 16″ est | « PA00080956 » | Inscrit             | 1990 | Villa Les Mouettes                                    |
| Maison de la rue Loredan-Larchey                               | Menton                | 15 rue Loredan-Larchey                                      | 43° 46′ 36″ nord, 7° 30′ 16″ est | « PA00080937 » | Inscrit             | 1990 | Maison de la rue Loredan-Larchey                      |
| Immeuble de la rue de la Marne                                 | Menton                | 19 rue Loredan-Larchey - 20 rue de la Marne-Maréchal-Joffre | 43° 46′ 37″ nord, 7° 30′ 11″ est | « PA00080955 » | Inscrit             | 1990 | Immeuble de la rue de la Marne                        |
| Hôtel Winter-Palace                                            | Menton                | 20 B avenue Riviera                                         | 43° 46′ 38″ nord, 7° 29′ 29″ est | « PA00080765 » | Inscrit             | 1975 | Image manquante Téléverser                            |
| Hôtel Riviera-Palace                                           | Menton                | 28 avenue Riviera                                           | 43° 46′ 39″ nord, 7° 29′ 24″ est | « PA00080764 » | Inscrit             | 1979 | Hôtel Riviera-Palace                                  |
| Palais de l'agriculture                                        | Nice                  | 113 promenade des Anglais                                   | 43° 41′ 28″ nord, 7° 14′ 44″ est | « PA00080962 » | Inscrit             | 1991 | Palais de l'agriculture                               |
| Palais de la Méditerranée                                      | Nice                  | 13-15-17 promenade des Anglais ; rue du Congrès             | 43° 41′ 42″ nord, 7° 15′ 49″ est | « PA00080807 » | Classé              | 1989 | Image manquante Téléverser                            |
| Hôtel Negresco                                                 | Nice                  | 37 promenade des Anglais                                    | 43° 41′ 40″ nord, 7° 15′ 30″ est | « PA00080797 » | Classé              | 2003 | Hôtel Negresco                                        |
| Alhambra                                                       | Nice                  | 46 - 48 boulevard de Cimiez                                 | 43° 42′ 44″ nord, 7° 16′ 21″ est | « PA06000012 » | Inscrit             | 2000 | Alhambra                                              |
| Villa La Belle Époque                                          | Nice                  | 18 rue Cronstadt                                            | 43° 41′ 48″ nord, 7° 15′ 28″ est | « PA00080969 » | Inscrit             | 1992 | Villa La Belle Époque                                 |
| Église Notre-Dame-Auxiliatrice                                 | Nice                  | 36 place Don-Bosco                                          | 43° 42′ 33″ nord, 7° 16′ 52″ est | « PA06000013 » | Classé              | 2017 | Église Notre-Dame-Auxiliatrice                        |
| Gloria Mansions                                                | Nice                  | 123 - 125 rue de France                                     | 43° 41′ 37″ nord, 7° 15′ 06″ est | « PA00080942 » | Inscrit             | 1989 | Gloria Mansions                                       |
| Immeuble La Rotonde                                            | Nice                  | 41 boulevard Gambetta                                       | 43° 41′ 54″ nord, 7° 15′ 22″ est | « PA06000015 » | Inscrit             | 2001 | Immeuble La Rotonde                                   |
| Cathédrale Saint-Nicolas                                       | Nice                  | avenue Nicolas-II                                           | 43° 42′ 14″ nord, 7° 15′ 14″ est | « PA00080780 » | Classé              | 1987 | Cathédrale Saint-Nicolas                              |
| Observatoire de Nice                                           | Nice                  | boulevard de l'Observatoire                                 | 43° 43′ 35″ nord, 7° 18′ 02″ est | « PA00080970 » | Classé              | 1994 | Observatoire de Nice                                  |
| Villa El Patio                                                 | Nice                  | 27 boulevard du Parc-Impérial                               | 43° 42′ 13″ nord, 7° 15′ 11″ est | « PA06000010 » | Inscrit             | 1999 | Villa El Patio                                        |
| monument aux morts                                             | Nice                  | quai Rauba Capeu                                            | 43° 41′ 35″ nord, 7° 16′ 51″ est | « EA06141159 » |                     | 2004 | Image manquante Téléverser                            |
| Église Sainte-Jeanne-d'Arc de Nice                             | Nice                  | avenue Saint-Lambert                                        | 43° 42′ 48″ nord, 7° 15′ 46″ est | « PA00080940 » | classé              | 1992 | Église Sainte-Jeanne-d'Arc de Nice                    |
| Villa Arson                                                    | Nice                  | 20 avenue Stephen-Liegard                                   | 43° 43′ 16″ nord, 7° 15′ 11″ est | « PA00080809 » | Inscrit             | 1943 | Villa Arson                                           |
| poste Thiers                                                   | Nice                  | avenue Thiers                                               | 43° 42′ 13″ nord, 7° 15′ 39″ est | « EA06141160 » |                     | 2004 | Image manquante Téléverser                            |
| Palais Meyerbeer                                               | Nice                  | 45 boulevard Victor-Hugo                                    | 43° 41′ 54″ nord, 7° 15′ 36″ est | « PA00132717 » | Inscrit             | 1994 | Palais Meyerbeer                                      |
| Villa Cypris                                                   | Roquebrune-Cap-Martin | avenue Douine                                               | 43° 45′ 06″ nord, 7° 28′ 40″ est | « PA00080958 » | Inscrit             | 1990 | Villa Cypris                                          |
| Villa Torre Clementina                                         | Roquebrune-Cap-Martin | avenue Impératrice-Eugénie                                  | 43° 45′ 15″ nord, 7° 28′ 23″ est | « PA00080959 » | Inscrit             | 1991 | Villa Torre Clementina                                |
| Site corbuséen du Cap Martin                                   | Roquebrune-Cap-Martin | promenade Le-Corbusier                                      | 43° 45′ 37″ nord, 7° 27′ 46″ est | « PA00132719 » | Classé              | 1996 | Site corbuséen du Cap Martin                          |
| Villa E 1027 d'Eileen Gray                                     | Roquebrune-Cap-Martin | promenade Le-Corbusier, lieu-dit Massolin                   | 43° 45′ 36″ nord, 7° 27′ 47″ est | « PA00080824 » | Classé              | 2000 | Villa E 1027 d'Eileen Gray                            |
| Villa La Ligne Droite                                          | Saint-Jean-Cap-Ferrat | 59 avenue Denis-Séméria, lieu-dit du Barratier              | 43° 41′ 37″ nord, 7° 19′ 44″ est | « PA06000016 » | Classé              | 2001 | Image manquante Téléverser                            |
| Villa Ephrussi de Rothschild                                   | Saint-Jean-Cap-Ferrat | avenue Ephrussi-de-Rothschild                               | 43° 41′ 47″ nord, 7° 19′ 43″ est | « PA00125706 » | Classé              | 1996 | Villa Ephrussi de Rothschild                          |
| Villa Santo Sospir                                             | Saint-Jean-Cap-Ferrat | 14 avenue Jean-Cocteau                                      | 43° 40′ 36″ nord, 7° 19′ 36″ est | « PA00135614 » | Inscrit             | 1995 | Image manquante Téléverser                            |
| Chapelle Notre-Dame de la Gardette                             | Saint-Paul-de-Vence   | chemin de Passe-Prest                                       | 43° 42′ 01″ nord, 7° 07′ 09″ est | « PA00125707 » | Inscrit             | 1993 | Image manquante Téléverser                            |
| Ouvrage de l'Agaisen                                           | Sospel                | Agaisen nord                                                | 43° 53′ 13″ nord, 7° 27′ 15″ est | « PA06000047 » | Inscrit             | 2016 | Image manquante Téléverser                            |
| Villa Le Pas de Pique                                          | Le Tignet             | 1285 chemin de la Voie Romaine                              | 43° 38′ 02″ nord, 6° 50′ 09″ est | « PA06000027 » | Inscrit             | 2006 | Villa Le Pas de Pique                                 |
| Maison du Rouréou                                              | Tourrettes-sur-Loup   | 671 route du Caire, le Rouréou                              | 43° 43′ 25″ nord, 7° 03′ 20″ est | « PA06000008 » | Inscrit             | 1998 | Maison du Rouréou                                     |
| École Freinet                                                  | Vence                 | 1133 chemin Célestin-Freinet                                | 43° 43′ 35″ nord, 7° 08′ 02″ est | « PA06000017 » | Inscrit             | 2001 | Image manquante Téléverser                            |
| Chapelle du Rosaire de Vence                                   | Vence                 |                                                             | 43° 43′ 39″ nord, 7° 06′ 46″ est | « PA00080911 » | Inscrit             | 1965 | Chapelle du Rosaire de Vence                          |
| Chapelle Saint-Pierre de Villefranche-sur-Mer                  | Villefranche-sur-Mer  | quai Courbet                                                | 43° 42′ 11″ nord, 7° 18′ 43″ est | « PA00135615 » | Classé              | 1996 | Chapelle Saint-Pierre de Villefranche-sur-Mer         |
| Marina Baie des Anges                                          | Villeneuve-Loubet     |                                                             | 43° 39′ 28″ nord, 7° 11′ 11″ est | « EA06141162 » |                     | 2004 | Image manquante Téléverser                            |